# Trzcinnikownica nadbrzeżna
Trzcinnikownica nadbrzeżna (Calamagrostis × baltica (Flüggé ex Schrad.) Trin., częsty synonim: × Calammophila baltica (Flüggé ex Schrad.) Brand) – mieszaniec trzcinnika piaskowego (Calamagrostis epigeios) i piaskownicy zwyczajnej (Calamagrostis epigejos, syn. Ammophila arenaria). Występuje na wybrzeżach zachodniej, środkowej i północnej Europy. W Polsce rośnie tylko na wybrzeżu.
Ponieważ jeden z taksonów rodzicielskich, piaskownica zwyczajna, tradycyjnie do początku XXI wieku była wyodrębniana w osobny rodzaj piaskownica Ammophila, takson uznawany był za mieszańca międzyrodzajowego. Tak też ujęty jest jeszcze na liście flory polskiej jeszcze z 2020. Badania molekularne z początku XXI wieku wykazały, że tradycyjnie wyróżniane gatunki z rodzaju Ammophila nie dość, że zagnieżdżone są wśród gatunków Calamagrostis, to jeszcze są rozproszone na ich drzewie filogenetycznym. W efekcie oba gatunki rodzicielskie i sama trzcinnikownica włączone zostały do rodzaju trzcinnik Calamagrostis.

## Biologia i ekologia
Bylina, hemikryptofit. Rośnie na wydmach nadmorskich. Gatunek charakterystyczny związku Ammophilion borealis.